# Isla Baidukov
La isla Baydukov (del ruso: Остров Байдуков; Ostrov Baydukov), anteriormente isla Langr o isla de Bol'shoy Langr, es una isla costera en el extremo sur del mar de Ojotsk. Se encuentra al sureste de la isla de Chkalov, en la bahía de Schastya, frente a la punta noroeste de la isla de Sajalín.
La isla Baydukov tiene 12 km de largo y una anchura máxima de menos de 3 km en su zona final, y es una de las pocas áreas de Rusia donde los mérgulos se consideran comunes.
Administrativamente pertenece al krai de Jabárovsk, uno de los sujetos federales de la Federación de Rusia.